# Dépôt naval de la Méditerranée
Le Dépôt naval de la Méditerranée (nom officieux : cimetière naval du Brégaillon) était une unité de la Marine nationale française, active durant la Seconde Guerre mondiale.